# Cofre de Perote
Cofre de Perote (v nahuatlu Nauhcampatépetl) je neaktivní štítová sopka v Mexiku. Je vysoká 4282 m n. m. a je osmou nejvyšší horou v zemi. Nachází se na průsečíku Neovulkanického pohoří a Sierra Madre Oriental ve státě Veracruz, 50 km severozápadně od nejvyšší mexické hory Pico de Orizaba, která je z vrcholu jasně viditelná.
Sopka pochází z období pleistocénu, tvoří ji převážně dacit a andezit. K poslední erupci došlo podle odhadů ve 12. století. Povlovné svahy se využívají k zemědělství, jen ve vyšších polohách se zachovaly lesy, v nichž převažuje jedle posvátná. Byl zde v roce 1937 vyhlášen národní park, kde žije mj. kriticky ohrožený endemický druh mločíka Isthmura naucampatepetl. Na vrcholu byla vybudována telekomunikační anténa.
Název sopky pochází ze španělského slova cofre (truhla, podle výrazného skalního útvaru na vrcholu) a nedalekého města Perote. Aztékové jí říkali Nauhcampatépetl (Čtyřhranná hora).